# Schwarzwassertal
 (février 2019).
Si vous disposez d'ouvrages ou d'articles de référence ou si vous connaissez des sites web de qualité traitant du thème abordé ici, merci de compléter l'article en donnant les références utiles à sa vérifiabilité et en les liant à la section « Notes et références ».
Le Schwarzwassertal est une vallée secondaire de la vallée du Lech dans les Alpes d'Allgäu, en Autriche.

## Géographie
La vallée est alimentée par le Schwarzwasserbach, un affluent en rive gauche du Lech. Elle abrite également les Sieglseen.
Le fond de la vallée est entre 1 100 et 1 200 mètres d'altitude. Elle est entourée à l'ouest par le Hochvogel et au nord par le Rauhhornzug, du Kesselspitz (2 283 m) au Kälbelespitze (2 135 m), qui est aussi la frontière entre la Bavière et le Tyrol. La limite sud est formée par le chaînon de Rosszahn avec le Großer Rosszahn (2 356 m) et le Stallkarspitze (2 350 m). Au nord, la vallée est délimitée par la crête sud du chaînon du Vilsalpsee, dont les plus hauts sommets sont le Lachenspitze (2 126 m) et le Leilachspitze (2 274 m). La vallée se termine à l'embouchure du Schwarzwasserbach dans le Lech, près de Forchach.
La vallée est inhabitée.